# Prospero Caffarelli
Prospero Caffarelli (Roma, 1592 - Roma, 14 de agosto de 1659) foi um cardeal do século XVII

## Biografia
Nasceu em Roma em 1592/1593. De uma família antiga e ilustre. Segundo filho de Alessandro (ou Curzio) Caffarelli, conservador de Roma em 1608, e Pantasilea (Panta) Astalli. Os outros filhos foram Fausto (arcebispo de S. Severina e núncio em Sabóia), Pierto ( conservador de Roma em 1648), Gianandrea (capitão de infantaria) e Francesco Antonio (morto na batalha de Lützen em 1631). Ele era parente do Papa Paulo V .
Estudou no Jesuíta Collegio Romano .
Prelado papal. Cânon da basílica patriarcal do Vaticano, 1611-1628. Governador de várias cidades e províncias dos Estados Pontifícios. Clérigo da Câmara Apostólica; depois, auditor geral daquela câmara.
Criado cardeal sacerdote no consistório de 2 de março de 1654; recebeu o gorro vermelho e o título de S. Calisto, a 23 de março de 1654. Participou no conclave de 1655, que elegeu o Papa Alexandre VII.
Morreu em Roma em 14 de agosto de 1659, perto das 4 horas da manhã, no palácio romano onde residia. Sepultado no túmulo dos seus antepassados na capela de S. Lodovico Bertrando, igreja de S. Maria sopra Minerva, Roma, sem qualquer inscrição. Ele deixou todos os seus bens para a sacristia da basílica patriarcal do Vaticano.